# Pillomena
Pillomena é um gênero de gastrópode da família Charopidae.
Este género contém as seguintes espécies:
- Pillomena meraca
- Pillomena aemula (inválida)[2]